# ترکلی
ترکلی (به لاتین: Terekly) یک منطقهٔ مسکونی در روسیه است که در باشقیرستان واقع شده‌است.